# Classificazione morfologica delle galassie
La classificazione morfologica delle galassie è un sistema di classificazione delle galassie che le suddivide in gruppi in base al loro aspetto visivo. Tra i vari sistemi di classificazione in uso presso gli astronomi il più famoso è certamente la sequenza di Hubble, introdotta da Edwin Hubble e successivamente espansa da Gérard de Vaucouleurs e Allan Sandage. Oggi tuttavia, la classificazione e la morfologia galattica sono effettuate perlopiù utilizzando metodi computazionali e morfologia fisica.

## Sequenza di Hubble

Schema a diapason della sequenza di Hubble

La sequenza di Hubble è uno schema morfologico di classificazione delle galassie introdotto da Edwin Hubble nel 1926. Nei grafici viene raffigurata nella tradizionale forma a diapason.
Lo schema di Hubble suddivide le galassie in tre grandi classi in funzione di come originariamente apparivano nelle lastre fotografiche:
- Galassie ellittiche: hanno una distribuzione uniforme delle stelle, senza caratteristiche rilevanti e appaiono di forma ellissoidale. Sono identificate dalla lettera "E" seguita da un numero intero che rappresenta il grado di ellitticità apparente: le galassie E0 sono quasi sferiche, mentre le E7 sono molto appiattite.[5] Il valore specifico dell'ellitticità è dato dal rapporto tra l'asse maggiore (a) e l'asse minore (b) secondo la formula:[6]

{\displaystyle E=10\times \left(1-{\frac {b}{a}}\right)}
- Galassie a spirale: consistono di un disco appiattito da cui si dipartono due (o più) o più bracci di stelle che formano una spirale, con al centro un rigonfiamento dato dalla concentrazione stellare chiamato bulge, simile nell'aspetto alle galassie ellittiche. Sono identificate dalla lettera "S".

Circa la metà delle galassie a spirale hanno anche una struttura a forma di barra, che si estende dal rigonfiamento centrale. Queste galassie, chiamate galassie a spirale barrata, vengono indicate con il simbolo "SB".
- Galassie lenticolari: designate S0, hanno un bulge centrale luminoso circondato da un'estesa struttura a disco, da cui però non si dipartono di bracci di spirale e non sono particolarmente attive nella formazione stellare.[7]

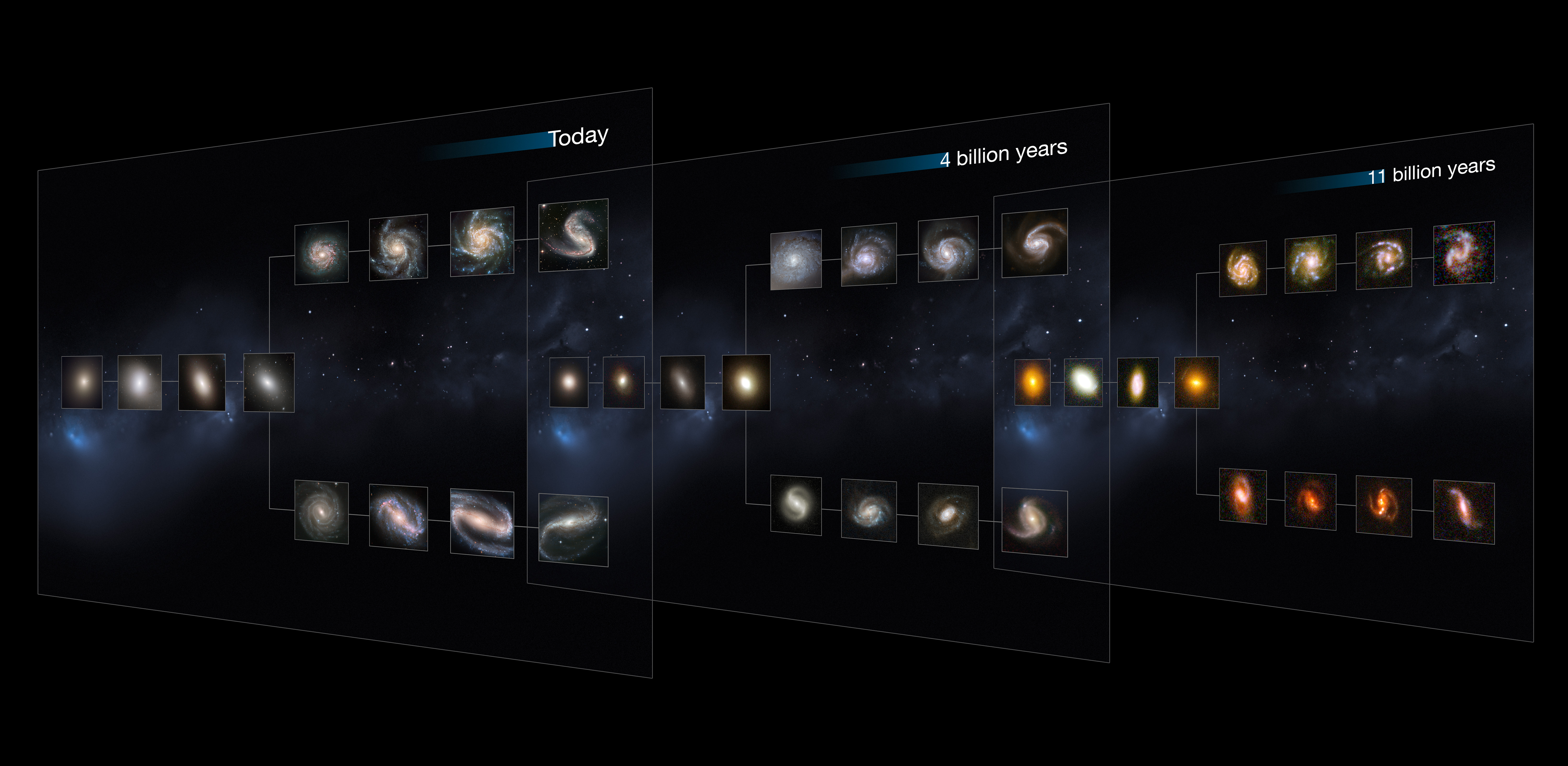
La sequenza di Hubble nell'evoluzione dell'universo

Queste ampie classi possono essere estese per permettere una distinzione più dettagliata dell'aspetto visivo e per includere altri tipi di galassie come le galassie irregolari, che ovviamente non hanno una struttura definita.
La sequenza di Hubble viene spesso rappresentata graficamente con lo schema a diapason, dove le galassie ellittiche sono posizionate a sinistra (con il grado di ellitticità che aumenta da sinistra a destra), mentre le galassie a spirale barrata o non barrata formano due rebbi paralleli nella parte destra della forcella. Le galassie lenticolari sono poste tra le ellittiche e le spirali, nel punto in cui i due rebbi si incontrano per formare il "manico" del diapason.
La sequenza di Hubble è tuttora il sistema di classificazione galattica più usato sia in campo professionale che amatoriale, anche se si comincia a sentire la necessità di un aggiornamento.

## Sistema di De Vaucouleurs

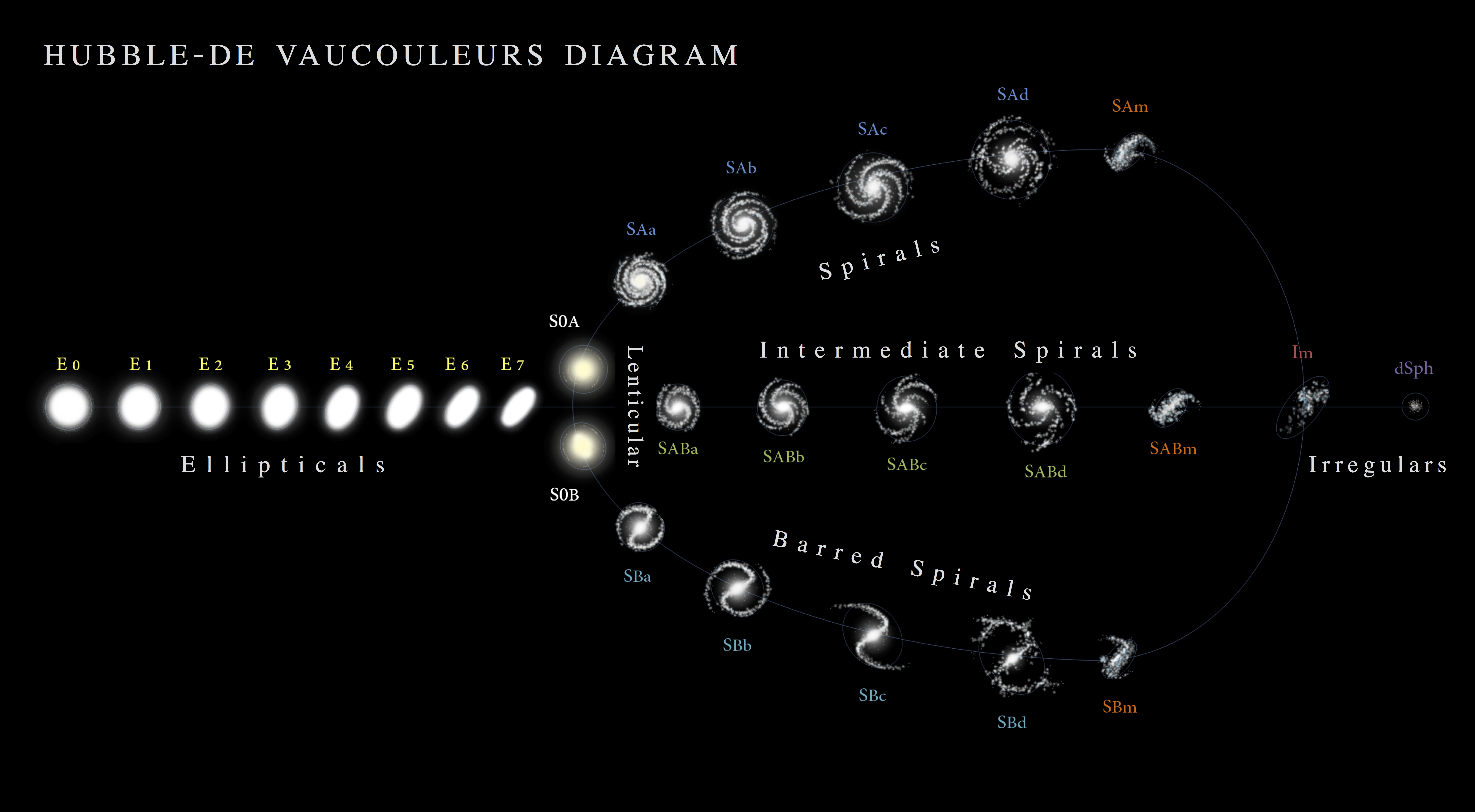
Schema della morfologia galattica Hubble – de Vaucouleurs

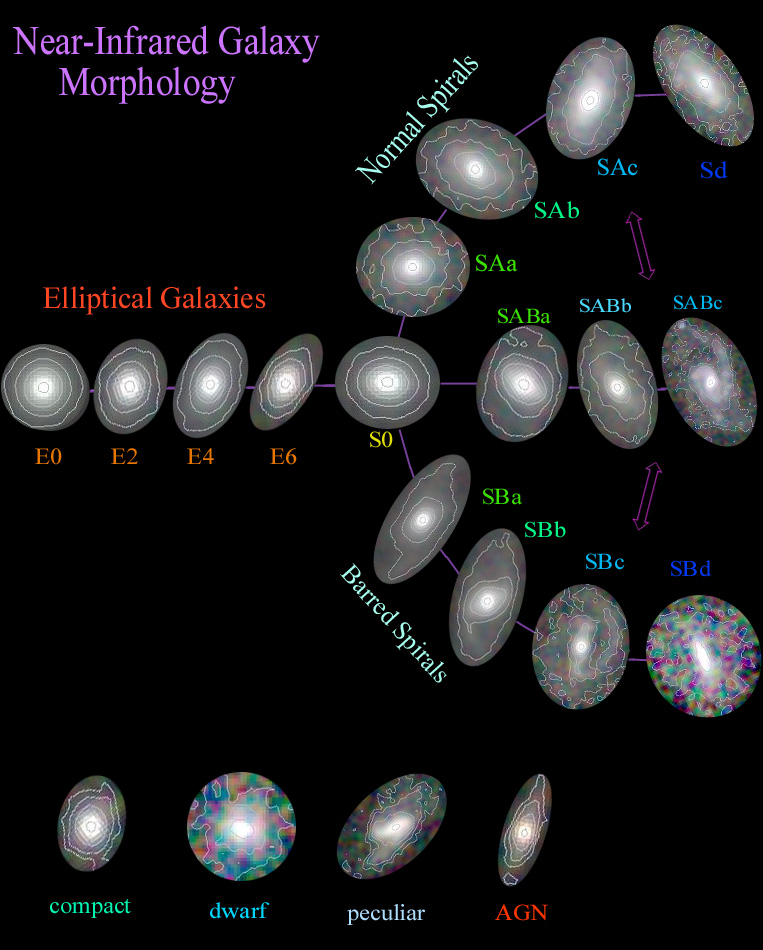
Morfologia galattica nell'infrarosso vicino

Il sistema di classificazione galattica di de Vaucouleurs, ampiamente usato come espansione della sequenza di Hubble, è stato proposto da Gérard de Vaucouleurs nel 1959.
De Vaucouleurs riteneva che la classificazione bidimensionale di Hubble delle galassie a spirale, basata sull'apertura dei bracci di spirale e sulla presenza o assenza della barra centrale, non era in grado di descrivere accuratamente l'intero range di morfologie galattiche osservate. In particolare faceva notare che l'eventuale presenza di anelli o lenti sono componenti importanti nella struttura delle galassie a spirale.
Il sistema di de Vaucouleurs mantiene la basica suddivisione di Hubble per le galassie in ellittiche, lenticolari, spirali e irregolari, ma aggiunge un sistema di classificazione più elaborato per le galassie a spirale basato su tre caratteristiche morfologiche:
1. Barra. Le galassie vengono suddivise in base alla presenza o all'assenza di una barra nel nucleo. De Vaucouleurs introdusse la notazione SA per indicare le galassie senza barra, per completare l'utilizzo della notazione SB per indicare le spirali barrate nel sistema di Hubble. Introdusse inoltre la classe intermedia SAB per le galassie a spirale con una barra poco rilevabile.[16] Anche le galassie lenticolari sono distinte come barrate (SB0) o prive di barra (SA0), con la notazione S0 riservata ai casi in cui è impossibile stabilire la presenza o l'assenza della barra (questo avviene per esempio nelle galassie viste di taglio).
2. Anelli. Le galassie vengono suddivise in base al fatto di possedere una struttura ad anello ‘(r)’ o di esserne prive ‘(s)’. Le cosiddette galassie di "transizione" sono indicate con il simbolo (rs).[16]
3. Bracci di spirale. Come nello schema di Hubble, le galassie a spirale vengono assegnate a una classe in base al grado di apertura dei bracci di spirale. Lo schema di de Vaucouleurs estende quello a diapason di Hubble includendo ulteriori classi di spirale:
  1. Sd (SBd) – diffuse, con bracci di spirale incompleti e costituiti da ammassi stellari e nebulose; il nucleo centrale è in genere poco luminoso
  2. Sm (SBm) – aspetto irregolare; non è presente un bulge
  3. Im – galassie fortemente irregolari

La maggior parte delle galassie in queste tre classi erano classificate come Irr I nello schema di Hubble. Inoltre, la classe Sd contiene alcune delle galassie classificate Sc da Hubble. Le galassie delle classi Sm e Im sono definite rispettivamente a spirale magellanica e irregolari, con riferimento alle Nubi di Magellano. La Grande Nube di Magellano è del tipo SBm, mentre la Piccola Nube di Magellano è considerata irregolare Im.
I differenti elementi dello schema di classificazione sono combinati, nell'ordine indicato precedentemente, per produrre una classificazione completa delle galassie. Così, ad esempio, una galassia a spirale con barra debole, bracci scarsamente avvolti e la presenza di un anello, viene denotata SAB(r)c.
Da un punto di vista grafico, il sistema di de Vaucouleurs può essere rappresentato come la versione tridimensionale del diapason di Hubble, con la presenza di spirale sull'asse X, la presenza di barra sull'asse Y e la presenza di un anello sull'asse Z.